# Sandy Gumulya
Sandy Gumulya (ur. 2 kwietnia 1986 w Dżakarcie) – indonezyjska tenisistka.

## Życiorys
Zadebiutowała w lipcu 2000 roku, występując z dziką kartą w kwalifikacjach do turnieju ITF w Dżakarcie. Debiut nie był udany, ponieważ tenisistka przegrała już w pierwszym meczu. W 2003 roku wystąpiła w fazie głównej turnieju w Dżakarcie, gdzie wygrała pierwszą rundę ale odpadła w drugiej. W listopadzie tego samego roku wygrała swój pierwszy w karierze turniej, w Manili na Filipinach, pokonując w finale Chorwatkę Marię Abramovic. Rok 2004 przyniósł jej kolejne dwa tryumfy w grze singlowej w podobnych turniejach w Hajdarabadzie i Dżakarcie oraz finał debla w Balikpapan. W sumie wygrała jedenaście turniejów w grze singlowej i trzy w grze deblowej rangi ITF.
Pod koniec stycznia 2005 roku wzięła udział w kwalifikacjach do turnieju WTA w Pattaya. Debiutancki występ w rozgrywkach WTA przyniósł jej sukces w postaci wygranych dwóch rund eliminacji, w których pokonała takie zawodniczki jak Kateryna Bondarenko i Kelly Liggan. Niestety, w decydującym o awansie do fazy głównej turnieju meczu, przegrała z Szachar Pe’er. W następnym roku wygrała kwalifikacje do turnieju w Bali i zagrała w turnieju głównym, w którym osiągnęła drugą rundę. W 2008 roku zagrała jeden mecz w kwalifikacjach wielkoszlemowego Australian Open, w którym przegrała z Yaniną Wickmayer. Był to jej jedyny kontakt z Wielkim Szlemem.
Wielokrotnie reprezentowała również swój kraj w rozgrywkach Pucharu Federacji.
Jest starszą siostrą tenisistki Beatrice Gumulya.

## Wygrane turnieje ITF

### Gra pojedyncza
|     | Data       | Turniej    | Kat. | ($)    | Naw.   | Finalistka          | Wynik         |
| 1.  | 09/11/2003 | Manila     | ITF  | 10 000 | ziemna | Maria Abramovic     | 1:6, 6:4, 6:1 |
| 2.  | 17/01/2004 | Hajdarabad | ITF  | 10 000 | twarda | Rushmi Chakravarthi | 6:1, 6:3      |
| 3.  | 12/12/2004 | Dżakarta   | ITF  | 10 000 | twarda | Ayu Fani Damayanti  | 6:3, 6:0      |
| 4.  | 26/03/2006 | Nowe Delhi | ITF  | 10 000 | twarda | Kim Yi-young        | 6:3, 6:3      |
| 5.  | 01/10/2006 | Dżakarta   | ITF  | 10 000 | twarda | Chan Wing-yau       | 6:3, 6:0      |
| 6.  | 18/11/2007 | Pune       | ITF  | 25 000 | twarda | Isha Lakhani        | 6:3, 7:5      |
| 7.  | 03/08/2008 | Surakarta  | ITF  | 10 000 | twarda | Kim Jin-hee         | 6:7, 6:1, 6:2 |
| 8.  | 26/10/2008 | Augusta    | ITF  | 25 000 | twarda | Tetiana Łużanśka    | 6:0, 7:6      |
| 9.  | 03/10/2010 | Dżakarta   | ITF  | 10 000 | twarda | Katherine Westbury  | 6:3, 6:0      |
| 10. | 10/10/2010 | Dżakarta   | ITF  | 10 000 | twarda | Yang Zi             | 6:2, 6:2      |
| 11. | 04/06/2011 | Surabaja   | ITF  | 10 000 | twarda | Jessy Rompies       | 6:1, 1:6, 6:1 |